# Fred Agabashian
Fred Levon Agabashian (Modesto, 21 de agosto de 1913 – Alamo, 13 de outubro de 1989) foi um automobilista norte-americano. Competiu na Fórmula 1 e na Fórmula Indy.
O piloto esteve em onze 500 Milhas de Indianápolis (oito quando a prova fazia parte do calendário da Fórmula 1 de 1950 até 1960): 1947, 1948, 1949, 1950, 1951, 1952, 1953, 1954, 1955, 1956 e 1957.
Seu melhor resultado foi o 4º lugar nas 500 Milhas de Indianápolis de 1953.
Depois da aposentadoria, Agabashian tornou-se comentarista de rádio.